# Beaumont-la-Ronce
Beaumont-la-Ronce is een plaats en voormalige gemeente in het Franse departement Indre-et-Loire (regio Centre-Val de Loire) en telt 994 inwoners (1999). De plaats maakt deel uit van het arrondissement Chinon. Beaumont-la-Ronce is op 1 januari 2017 gefuseerd met de gemeente Louestault tot de gemeente Beaumont-Louestault. 

## Geografie
De oppervlakte van Beaumont-la-Ronce bedraagt 39,2 km², de bevolkingsdichtheid is 25,4 inwoners per km².
De onderstaande kaart toont de ligging van Beaumont-la-Ronce met de belangrijkste infrastructuur en aangrenzende gemeenten.

## Demografie
Onderstaande figuur toont het verloop van het inwonertal (bron: INSEE-tellingen).